# Julio Manzur
Julio César Manzur (22 czerwca 1981 w Asunción) – piłkarz paragwajski grający na pozycji środkowego obrońcy.

## Kariera klubowa
Manzur jest wychowankiem klubu Club Cerro Corá. W 2000 roku zadebiutował w jego barwach w paragwajskiej Primera División. W zespole tym występował do końca 2001 roku, a na początku 2002 przeszedł do Club Guaraní. W Guaraní w każdym z sezonów występował w wyjściowej jedenastce, jednak nie odniósł większych sukcesów. W 2006 roku na rok wypożyczono go do brazylijskiego Santosu FC, z którym zajął 4. miejsce i zakwalifikował się do Copa Libertadores, a także wygrał mistrzostwo stanu São Paulo. W 2007 roku wrócił do Guaraní i występował w nim przez pół roku. Łącznie przez 4,5 roku rozegrał dla tego klubu 119 meczów ligowych i strzelił 6 goli.
Latem 2007 roku Manzur wyjechał do meksykańskiego zespołu CF Pachuca. W meksykańskiej Primera División zadebiutował 18 sierpnia w wygranym 1:0 wyjazdowym meczu z Atlasem Guadalajara. W Pachuce grał do końca 2008 roku.
Na początku 2009 roku Manzur został wypożyczony do Libertadu Asunción, a latem odszedł do argentyńskiego CA Tigre.
| Sezon   | Klub            | Kraj      | Rozgrywki             | Mecze | Bramki |
| ------- | --------------- | --------- | --------------------- | ----- | ------ |
| 2000    | Club Cerro Corá | Paragwaj  | Primera División      | 9     | 1      |
| 2001    | Club Cerro Corá | Paragwaj  | Primera División      | 7     | 0      |
| 2002    | Club Guaraní    | Paragwaj  | Primera División      | 33    | 2      |
| 2003    | Club Guaraní    | Paragwaj  | Primera División      | 23    | 1      |
| 2004    | Club Guaraní    | Paragwaj  | Primera División      | 24    | 2      |
| 2005    | Club Guaraní    | Paragwaj  | Primera División      | 20    | 0      |
| 2006    | Santos FC       | Brazylia  | Campeonato Brasileiro | 24    | 0      |
| 2007    | Club Guaraní    | Paragwaj  | Primera División      | 19    | 1      |
| 2007/08 | CF Pachuca      | Meksyk    | Primera División      | 29    | 2      |
| 2008/09 | CF Pachuca      | Meksyk    | Primera División      | 15    | 0      |
| 2009    | Club Libertad   | Paragwaj  | Primera División      | 11    | 0      |
| 2009/10 | CA Tigre        | Argentyna | Primera División      |       |        |

## Kariera reprezentacyjna
W reprezentacji Paragwaju Manzur zadebiutował 14 lipca 2004 roku w wygranym 2:1 meczu Copa América 2004 z Brazylią. Na tym turnieju dotarł z Paragwajem do ćwierćfinału. W tym samym roku z kadrą olimpijską wywalczył srebrny medal na Igrzyskach Olimpijskich w Atenach. W 2006 roku został powołany przez Aníbala Ruiza do kadry na Mistrzostwa Świata w Niemczech. Tam wystąpił jedynie w wygranym 2:0 spotkaniu z Trynidadem i Tobago. W 2007 roku wystąpił na Copa América 2007 (1/4 finału).